# 栗谷瀬橋
栗谷瀬橋（くりやぜばし）は、埼玉県秩父郡皆野町皆野と同町金崎の間に架かり、荒川を渡る埼玉県道37号皆野両神荒川線の道路橋である。

## 概要
皆野町の中央部を流れる荒川で隔てられた町域の東部と西部を結ぶ主要な橋である。橋は荒川河口から112.4 kmの位置に架かり、橋長150.46メートル、幅員5.50メートル、支間長54.6メートルの垂直材付きの下路曲弦ワーレントラス橋である。名前の由来は栗谷瀬の渡しに因む。部工は2連のトラスの他、皆野側には1連の鋼製プレートガーター橋（鋼鈑桁橋）が架けられている。トラス橋の垂直材や斜材はシングルレーシングと呼ばれるレーシングバー（綾片）を用いて組まれたトラス構造を有し、それらの格点部はガセットプレートにより上弦材および下弦材に結合している。橋は車道専用で歩道は設けられていないが、すぐ上流側に歩道専用の栗谷瀬橋側道橋が鋼連続箱桁橋で架けられていて、歩行者や自転車はそちらを通る。
親柱の扁額（橋名板）の揮毫は当時の設楽（したら）皆野町長によるものである。
周囲は河岸段丘となっていて河道との標高差があり、橋は前後のアプローチ区間を設けることなく右岸側と左岸側の段丘面を直接結んでいる。
皆野町西部の各地域と皆野駅とを結ぶ皆野町営バスの日野沢線、金沢線の走行経路にもなっている。右岸寄りのバス停は「中学校前」停留所が最寄り。

### 諸元
- 橋格 -
- 総工費 - 5079万8000円
- 形式 - 下路曲弦ワーレントラス橋、鋼合成桁橋
- 橋長 - 150.46 m
- 支間長 - 54.6 m × 2連 + 40.95 m
- 総幅員 -
- 有効幅員 - 5.50 m
- 橋脚 - 鉄筋コンクリート橋脚、重力式橋台
- 基礎 - 鉄筋コンクリート構造
- 着工 - 1960年（昭和35年）11月15日
- 竣工 - 1963年（昭和38年）8月
- 開通 - 1963年（昭和38年）11月12日
- 管理者 - 埼玉県

## 歴史

栗谷瀬の渡し（1958年頃）

### 栗谷瀬の渡し
栗谷瀬橋が開通する前は栗谷瀬の渡しと呼ばれる船1艘を有する私設の渡船場であった。渡船がいつから存在したかは定かではないが、1750年（寛延3年）頃には既に存在していたと言われている。渡船場は栗谷瀬橋の上流側にあり、11月から4月までの冬場の渇水期は、縄等を用いた繰船を運行し、周辺の他の渡船場で見られるような仮橋の架設は行われなかった。また、夏場の増水期は船頭2名が乗船し、流れに逆らいつつある程度遡行し、そして流れに乗りながら対岸へたどり着く操舟を行っていた。1907年（明治40年）までは船2艘を運行し、馬渡しも行われていたが、右岸側が崩壊したため馬渡しは取りやめ、船一艘の運行に変更された。渡船料は大正末期では徒歩は3銭、自転車は5銭で、戦後（戦争直後）では徒歩は5銭であった。また地元住民に対しては穀寄せと呼ばれ、年間一升の麦を納めれば無料であった。渡船で使用する船は皆野村と国神村の両地区によって作られ皆国丸（かいこくまる）と呼ばれた。晩年は町営化され皆野が管理する渡船場で、皆野側に船頭小屋が設けられていた。
この渡船場は1958年（昭和33年）の狩野川台風の洪水で、皆国丸が流失したことにより廃止されている。現在渡船場への道は国神側（左岸）の道が現存する。

### 建設まで
皆野町は戦争政策に協力する理由から1943年（昭和18年）9月8日に国神村、金沢村、日野沢村、三沢村、大田村と合併して美野町が発足したが、終戦とともにその必要性がなくなり、町の中心地が荒川で隔てられていて橋もなく、対岸に渡るには南に迂回して皆野橋を渡るか、荒川沿いの山道を通り親鼻橋まで迂回しなければならず、不便が多いという理由から解体・分村化し、合併前に戻った。
1953年（昭和28年）に合併促進法が施行され、皆野町は対岸三ヶ村である国神村、金沢村、日野沢村との合併協議がなされ、村民より「栗谷瀬渡し付近に橋を架けてほしい」という要望が多いとのことから橋の架橋を合併の第一条件として話が纏まり、1955年（昭和30年）3月1日に再び合併し、さらに三沢村が1957年（昭和32年）3月31日に合併する運びとなり、新生・皆野町が発足した。
合併に先立ち1957年（昭和32年）1月に皆野町議会が当時の設楽皆野町長を代表として「栗谷瀬架橋建設促進委員会」を結成し、架橋位置の候補として3案提示した。その内容は第1案として栗谷瀬渡船場の場所、第2案としてやや下流側である皆野警部補派出所（現、秩父警察署皆野交番）から国神郵便局への延長線上、第3案としてさらに下流側、親鼻駅がある親鼻地区から入る裏道より対岸を結ぶものであった。第1案は地形はなだらかだが川幅は最大、第2案は左岸側の地形が複雑であるが川幅は最小である。同年4月、候補地のボーリング調査を実施して検討した結果第2案に決定し、これを受け同年7月より町主導の下、現地の詳細な測量に着手し、並行して道路用地の買収を開始した。同年8月より皆野側取り付け道路である第一期工事に着手し、同年12月には国神側取り付け道路である第二期工事に着手、1958年（昭和33年）度までに幅員5メートル、延長1234メートルの取り付け道路が完成した。
また、町は取り付け道路工事に並行して白鳥橋の架橋で尽力した地元選出の山口県議員や荒船代議士の協力の元、1958年（昭和33年）から1959年（昭和34年）度にかけて県および国に十数回ほど架橋の請願書を提出した。しかし皆野町に架かる親鼻橋の架け替え直後であったこともあって反応は芳しくはなかった。その後、折りよく羽生市の利根川に架かる昭和橋の架け替えに伴い不要となる橋桁をどうするか問題としていた中、県は栗谷瀬に払い下げる案を提案し、町もその案に同意したことで急速に議論が進展し、国庫補助の方も承認された。
町か進めていた取り付け道路も県に寄付したことにより1960年（昭和35年）11月に県道に編入され、埼玉県が事業主体となり、総事業費5079万8000円（国3425万円、埼玉県1254万8000円、皆野町400万円）を掛けて橋の建設事業の着手に至り、合併から5年目である1960年（昭和35年）11月15日、橋の起工式が行われた。

### 橋の建設

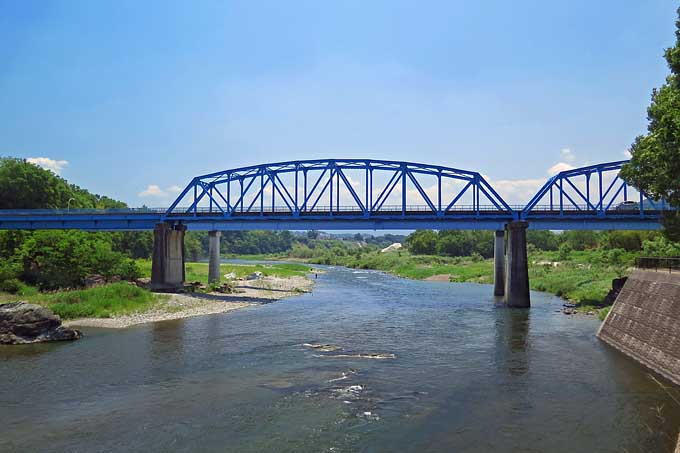
左岸下流側より望む栗谷瀬橋

橋の施工は上部工は株式会社横河橋梁製作所（現、横河ブリッジ）、下部工および床版は株式会社山口組が担当した。架橋の際に使用した橋桁は、国道122号の昭和橋が、1962年（昭和37年）5月31日に架け替えられた際に発生したトラス桁2連を転用し、トラス桁のみでは長さが不足したためその箇所は長さ40.95メートルの鋼合成桁橋で調整した。
橋台は重力式橋台で、1961年（昭和36年）3月24日に2基完成した。橋脚は鉄筋コンクリート橋脚で、皆野側は同年11月着手、国神側は1962年（昭和37年）11月着手し、1963年（昭和38年）2月に2基とも完成している。トラス桁は橋脚の工事に並行して昭和橋の架け替え後である1962年（昭和37年）6月作業に着手し、1963年（昭和38年）3月までに2連とも移設・架設を終えている。鋼合成桁は1963年（昭和38年）6月着手、同時に橋床工3連および高欄一式の施工を合わせて行い、同年8月までに完了し、すべての工事を終えた。延べ作業員は7963名であった。
「合併のかけ橋」や「夢の架け橋」と渇望された橋は1963年（昭和38年）8月竣工した。竣工当時は橋は銀色に塗装されていた。現在は青系統の塗色である。町長は「この橋を軸に町は明るく発展する」と架橋に尽力した関係者へのお礼の言葉を述べ、町議会長は「政治が生んだ傑作の橋」と絶賛した。
開通式は同年11月12日に架橋現場にて関係者約350名が出席する中挙行された。

### 開通後
橋は当初歩道は設置されていなかったが、1979年（昭和54年）3月に栗谷瀬橋の上流側に栗谷瀬橋側道橋として歩道専用の鋼連続箱桁橋が架橋され、両岸にポケットパークと共にその取り付け道路が整備された。橋の施工は株式会社横河橋梁製作所（現、横河ブリッジ）が担当した。1978年（昭和53年） 栗谷瀬橋側道橋の建設工事の際、右岸側に所在する駒形遺跡の周囲の発掘調査が行なわれ、工事の際に支障となった敷石住居跡の張り出し部が右岸側ポケットパーク内に移設復元されている。2010年（平成22年）12月に橋の修繕工事が実施され、青系統の塗色に塗装する塗替塗装が行なわれた。2016年（平成28年）1月、右岸側ポケットパークがリニューアルされ、秩父県土整備事務所がポケットパーク内に駐車場や案内看板が設置された。案内看板には栗谷瀬橋についての詳細なデータを始め、周辺の観光情報などが記されている。
2016年（平成28年）に工費12,234,240円を掛けて耐震補強の設計業務が行なわれ、10月11日に完了している。翌年に総工費101,967,120円を掛けて橋の耐震補強工事が実施され、2018年（平成30年）3月19日に完了している。

## 周辺

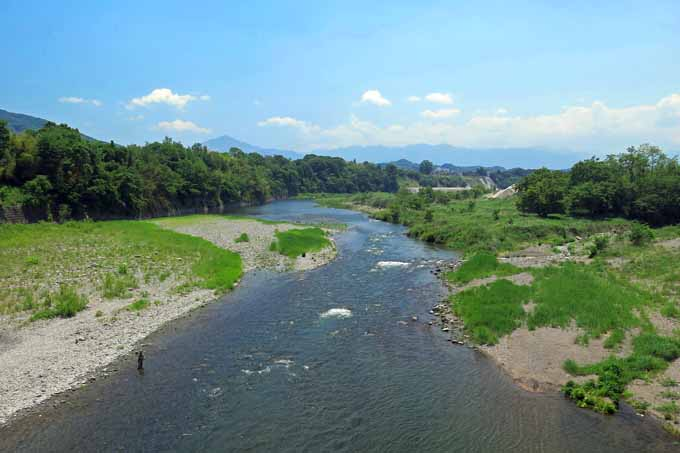
栗谷瀬橋より上流方向を望む。

栗谷瀬橋の周辺は埼玉県立長瀞玉淀自然公園の普通区域に指定されている。橋は宝登山の南側麓に位置し、付近一帯の荒川は 蛇紋岩が露出しジオパーク秩父のジオサイトの一つである。かつては付近は蛇紋岩の産地で、その石材が出荷されていた。その橋の下流側は左岸側に山が迫り、攻撃斜面を有する険しい地形となっている。右岸側の段丘崖を上った段丘面は皆野町の市街地である。
- 蛇紋岩の露頭 - 橋のすぐ下流側にある
- 駒形遺跡 - 橋の東側橋詰に位置する[20]。
- くりやぜ橋下遊歩道 - 荒川の左岸に整備されている遊歩道[28]。
- 国神の大銀杏
- 皆野町立皆野幼稚園
- 皆野町立国神小学校
- 皆野町立皆野小学校
- 皆野町立皆野中学校
- 埼玉県立皆野高等学校
- 国神郵便局
- 親鼻駅
- 皆野病院

## 風景

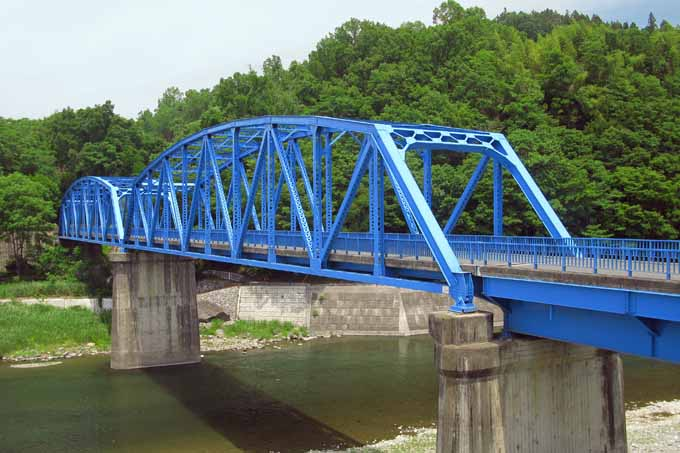
右岸上流側より。
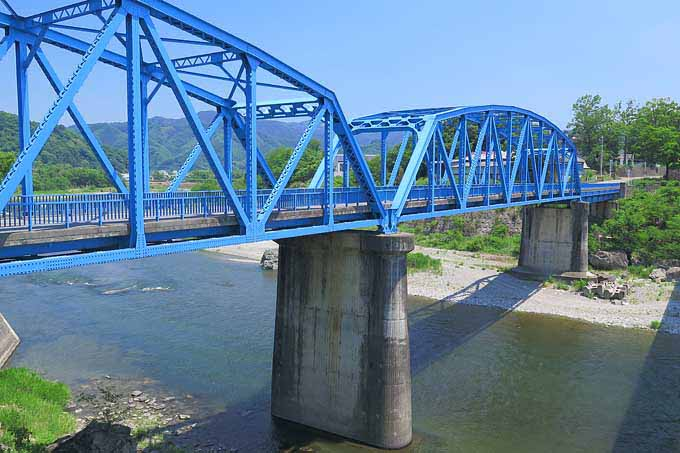
左岸上流側より。
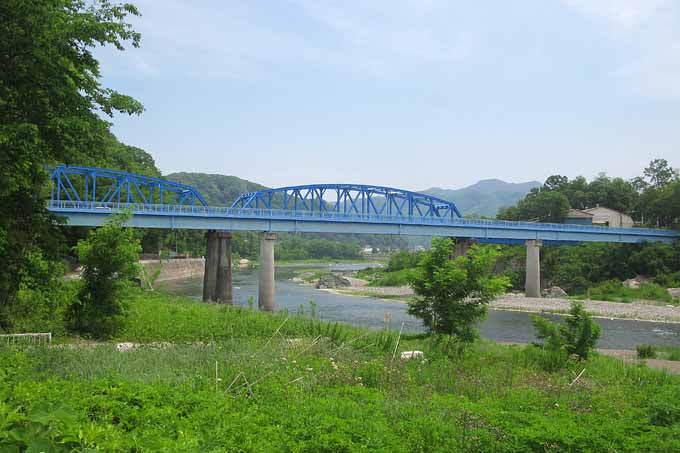
左岸上流側より。
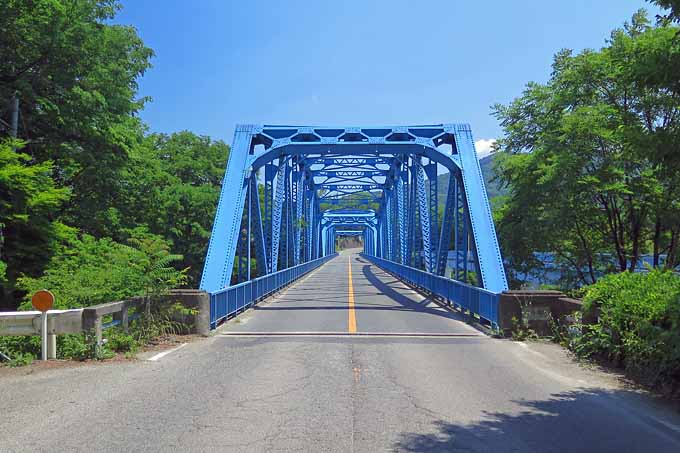
左岸側橋詰より。
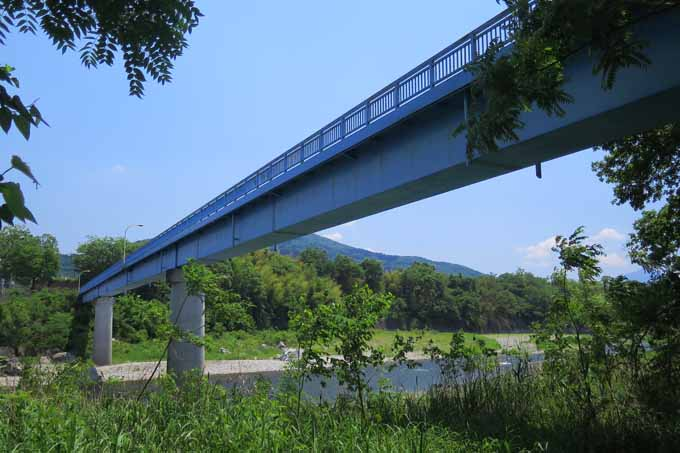
栗谷瀬橋側道橋。左岸側より。
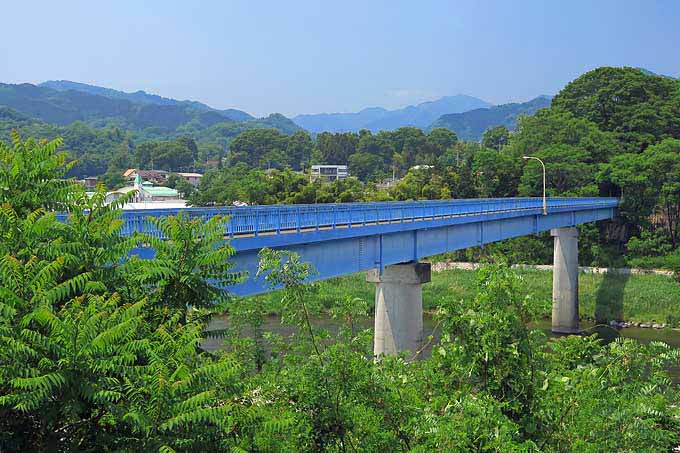
栗谷瀬橋側道橋。右岸側より。
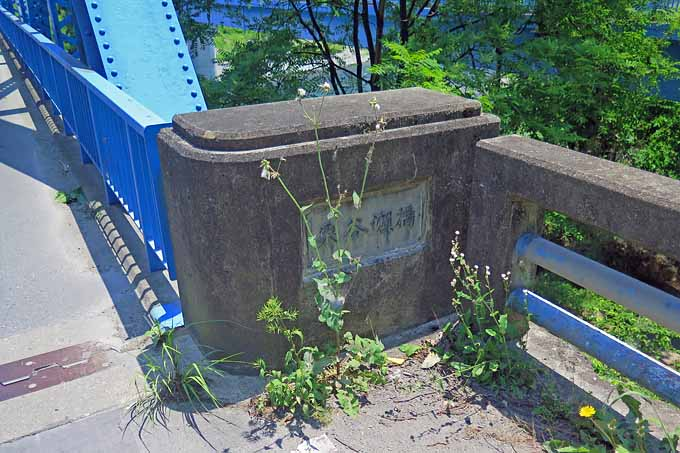
左岸側親柱。
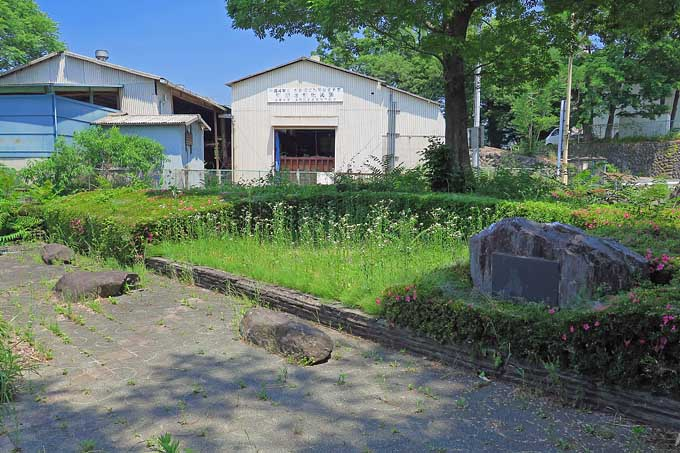
右岸側ポケットパーク。
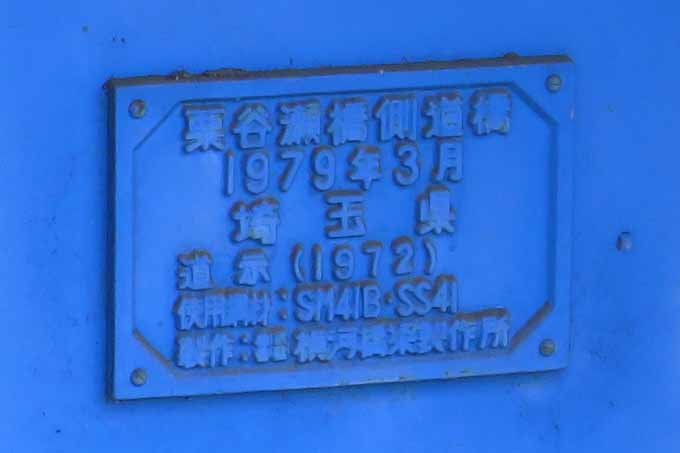
栗谷瀬橋側道橋橋歴版。
栗谷瀬橋紹介看板。

## 参考文献

栗谷瀬橋の開通を報じた当時の埼玉新聞

## 隣の橋
- 荒川

（上流） - 新皆野橋 - 皆野橋 - 栗谷瀬橋 - 親鼻橋 - 荒川橋梁 - （下流）